# 桑卡拉主义

1984年桑卡拉政府确定的布基纳法索国徽，使用至1991年。

桑卡拉主义（英語：Sankarism，也作Sankaraism）是一个时常用以表示西非内陆国家布基纳法索国内政治中的左翼意识形态倾向，及托马斯·桑卡拉上尉领导的军政府政策的政治术语。1983年，桑卡拉在一场获民众广泛支持的军事政变成功后在上沃尔特共和国执政，并在1987年布莱斯·孔波雷领导的政变中被暗杀。
自称继承桑卡拉政治遗产和理想的政治组织之间往往存在着强烈的政治分歧，与桑卡拉无血缘关系的布基纳法索反对派政治家贝内温德·斯坦尼斯拉斯·桑卡拉在2001年将导致这种情况的原因描述为“由于缺乏对概念（桑卡拉主义）的定义”。自我描述或被称作“桑卡拉主义者”的人群之政治取态，从共产主义者、温和社会主义者到民族主义者、民粹主义者皆有。

## 历史

### 托马斯·桑卡拉的为政成果
托马斯·桑卡拉掌权期间，富有个人魅力的他试图在上沃尔特（后易名布基纳法索）发动其所称的“人民民主革命”（Révolution démocratique et populaire），即以自给自足为核心的彻底的社会变革。为了实施这场革命，桑卡拉牵头成立了保卫革命委员会、人民革命法庭和革命先锋等组织。1983年至1987年间，布基纳法索实施了大量改革，包括大规模疫苗接种计划、造林运动、通过住房建设以开发、消除贫民窟、重视铁路网线等国家基础设施的建设。但大赦国际等组织也声称，其掌权期间存在法外处决等行为。在1987年布莱斯·孔波雷的政变后，大部分政策都被终止了。
虽然托马斯·桑卡拉被杀害、其主张的政策被迫中止，但他的四年执政仍留下许多遗产，这在很大程度上要归功于他具有超凡魅力的个人形象；桑卡拉被称为“非洲的切·格瓦拉”，因为他与这位阿根廷革命家的风格相似，且他的“人民民主革命”从古巴革命中汲取了不少灵感，桑卡拉以节俭的生活、骑摩托车上班、弹吉他和反对个人崇拜而闻名，这与同时期非洲政治家的作派有很大差异；在意识形态上，桑卡拉是一个泛非主义者和反帝国主义者，试图恢复布基纳法索的非洲本土特色并反对新殖民主义；他也是一个研究卡尔·马克思和弗拉基米尔·列宁著作的共产主义者。

### “桑卡拉主义”政治团体的出现与兴起
1987年10月15日，托马斯·桑卡拉被暗杀；不久后，第一批标榜“桑卡拉主义”的团体便开始活动，例如由认同桑卡拉为政举措、在政变后流亡巴黎的布基纳法索人组成的“桑卡拉主义运动”。从那时起，将自己的政治理念称为“桑卡拉主义”一举，成为反对1987年政变与布莱斯·孔波雷独裁统治的政党或组织的共同特征；许多桑卡拉主义政治团体的领袖在桑卡拉执政时期担任政府要职或深受其影响，如桑卡拉主义泛非公约的党首欧内斯特·农格马·韦德拉奥果（Ernest Nongma Ouédraogo）是桑卡拉政府的安全部长，而布基纳法索音乐家、2014年布基纳法索起义领袖之一卡里姆·萨玛正是在桑卡拉时代加入革命先锋并接受政治教育，其领导的反对派团体公民扫帚的名称与其定期打扫街区的举措也与桑卡拉时代类似的公共卫生活动有关。
桑卡拉主义者及其政党在布基纳法索近年的政治参与中愈发活跃，诸如2011年布基纳法索抗议与2014年布基纳法索起义等事件均获得了桑卡拉主义者的广泛参与，后者更于2014年10月下旬成功推翻布莱斯·孔波雷政府，迫使其辞职并流亡科特迪瓦；分析认为，推翻孔波雷的过程受到了桑卡拉1983年领导的政变的启发，一些人士更称其为“革命（指桑卡拉执政时期的人民民主革命）2.0”。

## 政党、组织与个人

### 布基纳法索
在布基纳法索国内，现存或历史上以“桑卡拉主义”自居的政治团体包括但不限于以下：
- 布基纳法索复兴党（英语：Burkinabé Party for Refoundation）
- 布基纳法索社会主义集团（英语：Burkinabé Socialist Bloc）
- 社会民主融合（英语：Convergence for Social Democracy (Burkina Faso)）
- 希望融合（英语：Convergence of Hope）
- 民主与人民大会（英语：Democratic and Popular Rally）
- 宽容与进步运动（英语：Movement for Tolerance and Progress）
- 全国爱国者党（英语：National Patriots' Party）
- 社会民主党[15]
- 桑卡拉团体[15]
- 桑卡拉主义民主阵线（英语：Sankarist Democratic Front）
- 桑卡拉主义运动[15]
- 桑卡拉主义泛非公约（英语：Sankarist Pan-African Convention）
- 社会力量阵线（英语：Social Forces Front）
- 公民扫帚（英语：Le Balai Citoyen）[5]
- 争取复兴联盟/桑卡拉主义党
- 桑卡拉主义政党联盟（英语：Union of Sankarist Parties）

### 布基纳法索外
经济自由斗士是南非的一个黑人民族主义左翼政党，由备受争议的非洲人國民大會青年聯盟前主席朱利叶斯·马莱马于2013年创立，目前为南非议会两院的第三大党。该党声称其作风和意识形态方面都从桑卡拉处“获得了重要的灵感”。在2014年5月的专栏中，经济自由斗士的著名党员杰基·尚杜宣称该党是“骄傲的桑卡拉主义组织”。被该党开除的安迪尔·蒙希塔玛于2015年创立了以黑人意识、泛非主义与“桑卡拉式领导作风”为特色的“黑人第一土地第一”党。
迪迪埃·阿瓦迪是塞内加尔的知名嘻哈音乐家，也是西非法语区最杰出的说唱歌手之一，他将托马斯·桑卡拉描述为对他最大的政治启迪。他在录制的一些歌曲中提到了桑卡拉，拜访过桑卡拉的家人，并在2003年成立以他为名的音乐厂牌和录音室“Studio Sankara”。